# Critérium du Dauphiné libéré 1981
La 33e édition du Critérium du Dauphiné libéré a eu lieu du 26 mai au 2 juin 1981. Elle a été remportée par le Français Bernard Hinault dont c'est la troisième victoire dans l'épreuve après celles de 1977 et 1979. Vainqueur des quatre dernières étapes, il devance au classement général le Portugais Joaquim Agostinho et l'Américain Greg LeMond de plus de 12 et 13 minutes. Dans son écrasante domination, Bernard Hinault remporte comme en 1979 les classements par points et de la montagne. 

## Classement général final
| Rang | Vainqueur         | Équipe | Pays            | Temps            |
| ---- | ----------------- | ------ | --------------- | ---------------- |
| 1er  | Bernard Hinault   |        | France          | 36 h 22 min 38 s |
| 2e   | Joaquim Agostinho |        | Portugal        | 12 min 7 s       |
| 3e   | Greg LeMond       |        | États-Unis      | 13 min 5 s       |
| 4e   | Christian Seznec  |        | France          | 14 min 17 s      |
| 5e   | Eddy Schepers     |        | Belgique        | 14 min 30 s      |
| 6e   | Robert Millar     |        | Grande-Bretagne | 14 min 57 s      |
| 7e   | Michel Laurent    |        | France          | 14 min 58 s      |
| 8e   | Philippe Martinez |        | France          | 16 min 30 s      |
| 9e   | Manuel Esparza    |        | Espagne         | 18 min 35 s      |
| 10e  | Robert Alban      |        | France          | 18 min 36 s      |

## Les étapes
| Étape      | Date   | Villes étapes                      | type                        | Distance (km) | Vainqueur d'étape   | Leader du classement général |
| ---------- | ------ | ---------------------------------- | --------------------------- | ------------- | ------------------- | ---------------------------- |
| Prologue   | 26 mai | Grenoble – Grenoble                | prologue                    | 3             | Johan van der Velde | Johan van der Velde          |
| 1re étape  | 27 mai | Grenoble – Saint-Étienne           |                             | 207           | Adrie van der Poel  | Johan van der Velde          |
| 2e étape   | 28 mai | Saint-Étienne – Montceau-les-Mines |                             | 215,5         | Sean Kelly          | Phil Anderson                |
| 3e a étape | 29 mai | Montceau-les-Mines – Mâcon         |                             | 102           | William Tackaert    | Ludo Peeters                 |
| 3e b étape | 29 mai | Mâcon – Bourg-en-Bresse            | contre-la-montre individuel | 40            | Bert Oosterbosch    | Ludo Peeters                 |
| 4e étape   | 30 mai | Lyon – Lyon                        |                             | 207,5         | Bernard Hinault     | Ludo Peeters                 |
| 5e étape   | 31 mai | Lyon – Chambéry                    |                             | 180           | Bernard Hinault     | Bernard Hinault              |
| 6e étape   | 1 juin | Chambéry – Chambéry                |                             | 134,5         | Bernard Hinault     | Bernard Hinault              |
| 7e étape   | 2 juin | Valence – Avignon                  |                             | 198           | Bernard Hinault     | Bernard Hinault              |